# District de Lalitpur (Uttar Pradesh)
Pour les articles homonymes, voir District de Lalitpur.
Le district de Lalitpur (hindi : ललितपुर जिला) est un district de la division de Jhansi dans l'État de l'Uttar Pradesh en Inde.

## Géographie
Son centre administratif est la ville de Lalitpur. 
La superficie du district est de 5 039 km2 et la population était en 2011 de 1 221 592 habitants.

## Autres districts de l'Uttar Pradesh
1. Aligarh
2. Ayodhya
3. Agra
4. Ambedkar Nagar
5. Azamgarh
6. Améthi
7. Amroha
8. Auraiya
9. Bijnor
10. Ballia
11. Balrampur
12. Bhadohi
13. Budaun
14. Barabanki
15. Basti
16. Bareilly
17. Bahraich
18. Bagpat
19. Bulandshahr
20. Banda
21. Chitrakoot Dham
22. District Chandauli
23. Deoria
24. Etawa
25. Etah
26. Farrukhabad
27. Fatepur
28. Firozabad
29. Ghaziabad
30. Gorakhpur
31. Gautam Bouddha Nagar
32. Bloquer Gonda (Aligarh)
33. Ghazipur
34. Hatras
35. Hamirpur
36. Hardoi
37. Hapur
38. Jaunpur
39. Jalaun
40. Jhansi
41. Kanpur Déhat
42. Kushinagar
43. Kanpur Nagar
44. Kannauj
45. Kaushambi
46. Kasganj
47. Lakhimpur Kheri
48. Lucknow
49. Lalitpur
50. Muzaffarnagar
51. Mahoba
52. Mirzapur
53. Moradabad
54. Meerut
55. Mau
56. Maharajganj
57. Mathura
58. Mainpuri
59. Allahabad
60. Pilibhit
61. Pratapgarh
62. Raebareli
63. Rampur
64. Sonbhadra
65. Shamli
66. Saharienne
67. Sambhal
68. Quartier Sultanpur
69. Sitapur
70. Sant Kabir Nagar
71. Siddharthnagar
72. Shahjahanpur
73. Shravasti
74. Unnao
75. Varanasi